# Гаврилюк, Анна Игнатьевна
Анна Игнатьевна Гаврилюк (1921 год) — звеньевая колхоза имени Молотова Ружичнянского района Каменец-Подольской области, Украинская ССР. Герой Социалистического Труда (1948).
В 1947 году полеводческое звено Анны Гаврилюк собрало в среднем по 30,85 центнеров пшеницы с каждого гектара на участке площадью 8 гектаров. Указом Президиума Верховного Совета СССР от 16 февраля 1948 года «за получение высоких урожаев пшеницы, ржи, кукурузы и сахарной свеклы, при выполнении колхозом обязательных поставок и натуроплаты за работу МТС в 1947 году и обеспеченности семенами зерновых культур для весеннего сева 1948 года» удостоена звания Героя Социалистического Труда с вручением ордена Ленина и золотой медали «Серп и Молот».